# Liste des noms allemands de toponymes français
 (mars 2025).
Les aléas de l'histoire de cette partie de la France que constituent les départements de Moselle du Haut-Rhin et du Bas-Rhin ont provoqué quelques appellations dans diverses langues pour les mêmes lieux.

## A
- Algringen : Algrange
- Altdorf : Altroff
- Answeiler : Angevillers

## B
- Bertringen : Bertrange
- Betstein : Bassompierre
- Beuren : Beyren-lès-Sierck
- Bletingen : Blettange
- Bolchen, Bolich : Boulay-Moselle
- Budingen : Budange
- Burg-Rüttich : Roussy-le-Bourg
- Burst : Boust
- Buvingen : Beuvange-sous-Saint-Michel, actuellement dans la commune de Thionville

## D
- Diedenhofen : Thionville
- Diesdorf : Distroff
- Dodenhoven : Dodenom, actuellement dans la commune de Roussy-le-Village
- Duss : Dieuze

## E
- Ebersweiler : Ébersviller
- Ebingen : Ébange, maintenant quartier de Florange
- Elingen : Elange, actuellement dans la commune de Thionville
- Elsingen : Elzange
- Engelingen : Inglange
- Entringen : Entrange
- Ersingen : Erzange, fait aujourd'hui partie de Serémange-Erzange
- Escheringen : Escherange
- Everingen : Evrange
- Evingen : Évange

## F
- Fentsch : Fontoy
- Filsdorf : Filstroff
- Florchingen : Florange
- Fuxheim : Fixem

## G
- Garsch : Garche
- Gauwies : Gavisse
- Gelingen : Guélange
- Gendringen : Gandrange
- Guntringen : Guentrange, maintenant quartier de Thionville
- Gross-Hettingen : Hettange-Grande

## H
- Hallingen : Halling
- Hayingen : Hayange
- Hettingen : Hettange
- Himlingen : Himeling, actuellement dans la commune de Puttelange-lès-Thionville

## I
- Illingen : Illange
- Immeldingen : Imeldange, lieu-dit de Bertrange

## J
- Jeutz (Ober-, Niederjeutz) : Yutz

## K
- Keichingen : Kœking
- Kettenhofen : Cattenom
- Klein-Hettingen : Petite-Hettange, actuellement dans la commune de Malling
- Kneutingen : Knutange
- Königsmachern : Kœnigsmacker
- Kriechingen : Créhange

## L
- Landerfingen : Landrevange, actuellement dans la commune de Bousse
- Linsen : Loigne
- Lübeln : Longeville-lès-Saint-Avold
- Luchtingen : Luttange

## M
- Maringen : Marange, fait aujourd'hui partie de Marange-Silvange
- Marsbach : Marspich, maintenant quartier d'Hayange
- Menschen : Mancy
- Metzeresch : Metzeresche
- Metzerwies : Metzervisse
- Molvingen : Molvange
- Mondlingen : Mondelange
- Monhofen : Manom
- Montrichen : Montrequienne

## N
- Niedbrücken : Pontigny
- Niederham : Basse-Ham
- Niederkontz : Kontz-Basse / Contz-les-Bains
- Niederruntgen : Basse-Rentgen

## O
- Oberham : Haute-Ham, actuellement dans la commune de Basse-Ham

## P
- Parat : Parthe (Basse-Parthe et Haute-Parthe, actuellement dans la commune de Boust)
- Puppelsdorf : Pépinville, ferme et château font partie de Richemont
- Puttlingen : Puttelange-lès-Thionville

## R
- Reichersberg : Richemont
- Rodenmachern : Rodemack
- Rollingen : Raville
- Rothendorf : Château-Rouge
- Rotzweiler : Rochonvillers
- Ruringen : Rurange
- Rüttich : Roussy-le-Village

## S
- Schellen : Schell
- Schremingen : Serémange (Schrémange), fait aujourd'hui partie de Serémange-Erzange
- Sentzich : Sansy, actuellement une partie de la commune de Cattenom
- Simmingen : Semming
- Stuckingen : Stuckange
- Soufftgen : Zoufftgen

## T
- Terven : Terville
- Tetlingen : Talange

## U
- Uckingen : Uckange

## W
- Wasselnheim : Wasselonne
- Weinsberg : Vinsberg
- Welwing : Velving
- Weringen : Wérange (village disparu près de Charleville-sous-Bois)
- Wies im Gauw : Gavisse
- Wolckringen : Volkrange
- Wolsdorf : Volstroff

### Sources
- Archives nationales de Luxembourg : dénombrements des feux de 1611 (ANLux, A-XIII-6-2).
- Archives nationales de Luxembourg : aveux et dénombrements de fiefs (ANLux, A-X).
- Archives nationales de Luxembourg : fonds Betzdorf (ANLux, A-LXV).